# احمد حمیدیه
احمد حمیدیه از سیاستمداران ایرانی بود، که در دوره‌های   پانزدهم،  شانزدهم و  هفدهم بعنوان نماینده مراغه در مجلس شورای ملی حضور داشت.